# Ева Мари
Натали́ Мари́ Койл (в девичестве — Не́льсон) (англ. Natalie Marie Coyle (Nelson) , род. 19 сентября 1984 года, Конкорд, (Калифорния, США) — американская модель, актриса, рестлер и менеджер.
Койл подписала контракт с WWE в 2013 году и была направлена в тренировочный центр компании в Тампе (штат Флорида). В июле этого же года она дебютировала в основном составе федерации рестлинга, а позже стала исполнять роль валета Близняшек Белл, а также сниматься в реалити-шоу WWE Total Divas. В середине 2015 года Ева Мари стала частью женского ростера NXT. В апреле 2016 года Мари вернулась в основной ростер. В июле 2016 стала частью ростера SmackDown Live. В августе 2017 года, после длительного отсутствия на экранах, объявила о том, что покинула WWE.

## Ранняя жизнь
Мари родилась в Беверли-Хиллз, Калифорния, а детство провела в области залива, рядом с Лос-Анджелесом в городке Конкорд. Мари мексикано-итальянского происхождения. У неё есть три старших брата: Нил, Нейт и Ник. Её мать, Джози, — мексиканка, а отец, Барри, — итальянец. Учась в университете штата Калифорния в Фуллертоне Мари играла за футбольную команду, пока не стала заниматься модельным бизнесом и актёрским мастерством. Университет она окончила со степенью в менеджменте и управлению кадрами.

## Карьера в рестлинге

### WWE (2013—2017)
В мае 2013 года WWE объявили о сотрудничестве с телевизионной сетью E! и создании реалити-шоу Total Divas, начало показа которого было запланировано на июль. В шоу предполагалось показывать закулисные съёмки и персональную жизнь нескольких див WWE, среди которых были Ева Мари, Джо-Джо Офферман, Наталья, Близняшки Белла и The Funkadactyls (Кэмерон и Наоми).
В WWE Мари дебютировала 1 июля 2013 года на еженедельном шоу Raw в закулисном сегменте. 4 июля было объявлено, что она станет протеже Натальи и она сопровождала Наталью во время её выхода на ринг. 22 июля на Raw Ева Мари вместе с другими участницами Total Divas появились на Миз-ТВ, где она дала пощёчину Джерри Лоулеру и поставила себя как хил. Две недели спустя она появилась в закулисном сегменте с Близняшками Белла и Натальей, где стала хвалить Бри за победу над Натальей, тем самым став на сторону близняшек. На Summerslam Axxess состоялся дебют Мари на ринге, где она в команде с Бри проиграла Наталье и Марии Менунос. После этого она стала выходить вместе с Бри на её поединки. 26 августа на шоу Raw Мари помогала Бри Белле в поединке против Натальи, но в него вмешалась Эй Джей, которая объявила войну между настоящими дивами и Total Divas .
Первый бой Мари, показанные по телевидению, состоялся 7 октября на шоу Raw. Ева в команде с Джо Джо и Натальей одержала победу над Алисией Фокс, Аксаной и Розой Мендес. 4 ноября она вместе с Близняшками Белла оказалась сильнее Эй Джей, Аксаны и Тамины Снуки. В бою Мари удалось провести своё первое удержание в карьере. На шоу Survivor Series Total Divas одержали победу над настоящими дивами в традиционном командном матче на выбивание, а затем повторили свою победу в матче-реванше.
Мари вернулась в WWE 14 февраля после трёхмесячного отсутствия. Она приняла участие в победном для себя поединке против Алисии Фокс. Этот матч стал для Евы дебютным одиночным поединком в шоу WWE, которое транслировалось по телевидению, однако сам матч Мари показан был не был. После возвращения Мари стала регулярно участвовать в командных матчах, одержав победу над такими рестлерами как Эй Джей Ли и Тамина Снука. 6 апреля на Рестлмании XXX она приняла участие в королевском бое 14 див «Приглашение Викки Герреро» за титул чемпионки див WWE, в котором победу одержала Эй Джей. В конце мая Мари была втянута во вражду с вернувшийся Саммер Рэй.
Позже Ева стала бороться с чемпионкой див Эй Джей Ли, проведя с ней два не титульных поединка, оба которых выиграла Эй Джей. В июле Мари стала отыгрывать роль хила и была втянута во вражду между Стефани Макмэн и Блзняшками Белла и регулярно участвовала в матчах на стороны Макмэн. 7 августа она дебютировала в NXT, где была повержена Бэйли. 11 и 15 августа она ещё раз сразилась в не титульном матче с чемпионкой Эй Джей, дважды победив свою соперницу по удержанию и отсчёту .
9 ноября после месячного отсутствия Мари написала в своём аккаунте в Instagram, что она реабилитируется после травмы. В эпизоде Total Divas под названием «Twin Leaks» было показано, что эта травма связана с разрывом грудного имплантата. На еженедельные шоу WWE Мари вернулась 9 марта, когда вышла сопровождать Саммер Рэй на поединок против Эй Джей Ли. После этого девушка вновь взяла паузу в выступлениях, обусловленную её тренировками с бывшим командным чемпионом WWE Брайаном Кендриком.

### Возвращение в WWE (2020—2021)
В эпизоде Raw от 3 мая 2021 года был показан ролик, рекламирующий ее возвращение Евы Мари. Освобождена от контракта с WWE 4 ноября 2021 года

## Личная жизнь
23 августа 2014 года, Мари вышла замуж за Джонатана Койла. Их свадьба была показана в одном из эпизодов «Total Divas».
Мари описывает себя как «фанатика» бейсбольной команды «Сан-Франциско Джайентс». Некоторое время, Нельсон страдала от алкогольной зависимости и ещё до прихода в WWE провела три месяца в тюрьме за вождение в состоянии алкогольного опьянения. В возрасте 20 лет Койл перенесла операцию по увеличению груди. В одном из эпизодов Total Divas, показанном 18 января 2015 года, один из её имплантатов разорвался и силикон просочился в кровь. Из-за этого девушке потребовалась ещё одна операция и новый имплантат.

## В рестлинге
- Завершающие приёмы
  - DDT — 2014; (заимствовано у Джейка Робертса).
  - Sliding reverse STO — 2015 — по наст. время (заимствовано у Брайана Кендрика)
- Любимые приёмы
  - Modified surfboard stretch[36]
  - Schoolgirl roll-up[37]
  - Shoulder block[38]
  - Side slam backbreaker[39]
  - Spinebuster[40]
  - Vertical suplex[39]
- Была менеджером рестлеров
  - Наталья[41]
  - Близняшки Белла[40]
  - Саммер Рэй
  - Кемерон
- Музыкальные темы
  - «Top of the World» от CFO$ (23 ноября 2013 — 31 декабря 2013)[42]
  - «Out of My Mind» от CFO$ featuring Chad Cherry (14 февраля 2014 — 15 августа 2014)[43]
  - «Time To Rise» от CFO$ (3 июня 2015 — 16 августа 2016)
  - «Boss It» от def rebel (6 июля 2021- н. в.)

## Титулы и достижения

### Модельная карьера
- Powertech Model & Fitness Competition (2012)

### WWE
- Худший матч года (2013) с Бри Беллой, Кэмерон, Джо Джо, Наоми, Натальей и Никки Беллой против Эй Джей, Аксаны, Алисии Фокс, Кейтлин, Розы Мендес, Саммер Рэй и Тамины Снуки 24 ноября[44]
- Победительница Поиска Див WWE (2013)[45]